# 英屬香港
英屬香港（英語：British Hong Kong）是指1841年至1997年期间由英国統治的香港，歷時156年的殖民地及屬地時期（包括香港日佔時期），一般稱為香港英治時期、香港殖民地時期、英治香港或者港英時期。

## 稱謂
英屬香港經年之間，覆蓋範圍有過變遷。「香港」用作英國殖民地名之後，直指香港島及附屬領域。其後英國取得九龍、租借新界，地理上以大香港（英语：Greater Hong Kong）稱香港全境，以區別香港島和香港仔。官方以外，一般人都會直稱香港。官方英文初期拼作「Hongkong」，戰後「Hong Kong」成為通用拼法。當時管治香港的政府稱為香港政府（Hong Kong Government）或（Government of Hong Kong），日本語作「香港政廳」，在國際組織稱為「香港」，英屬香港在國際組織派出的代表團也稱為「香港」代表，如香港在國家奧林匹克委員會的代表團稱為「香港隊」。
中國共產黨或香港左派媒體對英国治下的香港政府稱作「香港英國政府」或「香港英國當局」，簡稱「港英政府」或「港英當局」。1960年代的六七暴動期間，香港親北京的左派勢力便經常以「港英」稱呼當時的殖民地政府，將殖民地時期的政府稱為「港英政府」。「港英」一詞亦可用來形容一切與英屬香港有關的事物，而英國統治時期的香港又可稱為「港英時期」。

## 歷史

### 割讓香港至二戰
1842年至1898年，清政府先後割讓新安縣城外50公里的香港島、九龍半島及租借新界予英國，合稱割讓香港。香港自古是中原的邊陲棄土，當初連剛抵港的大部分英國人也指香港「荒蕪、無價值」，只有查理·義律在1841年認為該處適合停泊英國的大型船舶，堅持要取得香港島，繼而發展成為英國在遠東地區的主要港口。
第一次世界大戰的香港避過了德國軍艦的攻擊。1941年12月，大日本帝國在偷襲美國珍珠港六小時後偷襲英屬香港，香港保衛戰爆發，英軍和加拿大援軍激戰17天後不敵，日軍開始了三年零八個月的香港日佔時期。扣除日佔時期，英國總計統治香港55,804天（约152年9個半月）。
- 1869年擺花街，圖中特設中式拱門裝飾，慶祝愛丁堡公爵亞爾菲臘來訪
- 1902年農曆新年間之皇后大道中
- 1938年廣州戰役不久，日軍和駐港英軍各自在華界和英界守衞

### 戰後至1960年代
1945年8月15日，日本接受《波茨坦公告》投降，英國皇家海軍於8月30日抵達維多利亞港結束香港日佔時期，香港重光後由夏愨少將領導的臨時軍政府管治至1946年4月。1946年5月，楊慕琦回港復任總督，軍政府統治時期結束，恢復三權分立的管治制度。至於二戰後的中國大陸地區則因爲中華民國國民政府與共產黨爭奪執政權並爆發內戰，後者取勝後於1949年10月成立中華人民共和國，中共高層對英屬香港的方針是「长期打算，充分利用」，沒有立即向英國討論香港主權的問題。戰後的香港在英國統治下得以避開中國的內戰、政治鬥爭及文革等動亂，香港於戰後的經濟及社會發展亦得以打下根基。1945年起至1960年掀起逃港潮，大量中國大陸居民以合法及非法途徑逃難來香港。1950年代，因中國人民志願軍參與朝鲜战争，中華人民共和國遭聯合國禁運，香港亦因此從轉口港轉為發展工業。由於香港天然水源不足以應付人口急速增加，雖然港府與廣東省政府達成購買淡水的協議，但其時中共不斷推行各種政治運動，無法過於依賴中國政府供水，港督葛亮洪決定在大嶼山修建石壁水塘，柏立基則展開規模龐大的船灣淡水湖計劃。
香港在1950及1960年代發生三次動亂。逃難來港的親國民黨人士與親共產黨人士因爲政見矛盾及積怨日深，前者在1956年10月10日發起騷亂並與後者發生激烈的集體打鬥，這場雙十暴動雖於3天後被平息，但死亡人數達到59人，成爲最多人喪生的暴動。1966年，因爲天星小輪加價事件引發歷時兩晚的六六騷亂。同年中華人民共和國發生文化大革命，香港工委與香港左派組織於1967年發起六七暴動，1967年7月香港邊境發生沙頭角槍戰，六七暴動在8月演變爲8千多個真假炸彈的恐怖活動，造成嚴重死傷，香港政府於1967年12月尾成功平息這場歷時8個多月的左派暴動。港督戴麟趾在1960年代中後期成功穩住香港一度動盪的局勢，並且著手興建香港海底隧道及葵涌貨櫃碼頭，前者改變了過往只能依賴渡輪往返香港島的交通模式，後者則讓香港得以躋身為全球第一大貨櫃港。
- 1955年中環一帶
- 六七暴動期間殉職警員李觀生出殯

### 1970年代

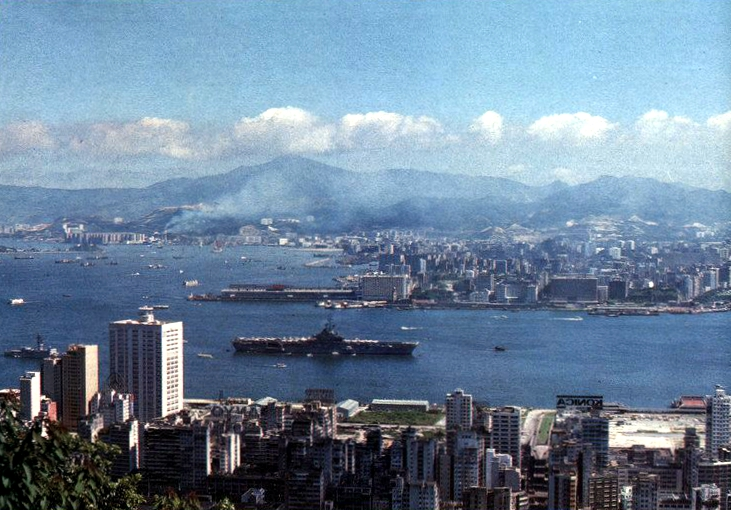
1975年美軍漢考克號航空母艦於維港停泊

香港經濟在1960年代後期邁入高速成長期，港府累積的財政儲備較過往有明顯提升，1970年代起有較多餘裕增加各種社會福利。香港政府為自長治久安在1970年代初調整政策方針，吸納更多華人進入決策機制，改善政府与普罗大众的沟通，成立民政事务处，並探討政制民主化。1973年受第一次石油危機影響，香港經濟增長一度大幅下滑，但在1975年迅速恢復雙位數增長。1970年代中，在香港總督麥理浩爵士推動下，1974年總督特派廉政專員公署成立，1975年地下鐵路開始建造，1978年實施九年免費教育，並進一步擴展公共房屋計劃，如十年建屋計劃及居者有其屋計劃，穩定民心，這種種措施皆為香港自1960年代起的經濟起飛提供助力，促使香港在1970年代達成經濟奇蹟，在20年間由1960年代初的發展中國家水平蛻變成為已發展經濟體。麥理浩在出任港督期間採取一系列金融開放政策，1970年代香港政府先後撤銷外匯管制、黃金交易管制，結束自1965年起停止向外資銀行發牌的規定，又調低港元存款利息預扣稅，降低外資銀行在香港開業的門檻，吸引國際金融機構赴港經營及投資，為香港發展成為國際金融中心奠定基礎。

### 1980年代至1990年代
- 1986年的維港兩岸
- 1991年九龍彌敦道一帶

1984年12月19日，中華人民共和國國務院總理趙紫陽與英國首相戴卓爾夫人在北京簽訂《中英聯合聲明》，英國在香港的統治於1997年6月30日深夜完結，中國在7月1日落實香港回歸。
1925年啟用的啟德機場的運作容量在1980年代已經飽和，而且鄰近民居、無法24小時升降及缺乏擴建空間，必須儘早遷置。1989年中國發生六四事件，引起香港人對於香港主權移交中國的信心危機，時任香港總督衞奕信爵士隨即於同年10月11日在立法局宣讀《施政報告》時公佈《港口及機場發展策略》，落實興建赤鱲角機場及相關配套設施，即後來的機場核心計劃以穩定市民的信心。

### 1997年
1997年7月1日，香港交接儀式進行，在國際上改稱中國香港，香港特别行政區正式成立，英屬香港時期正式結束。中華人民共和國政府和香港特别行政區政府依照《香港特別行政區基本法》以一國兩制、港人治港、高度自治的方式管治香港，五十年不變，《基本法》第45條及第68條列明普選行政長官及立法會全體議員最終落實雙普選。

## 政治
英屬香港共經歷六位英國君主，分別是维多利亚、爱德华七世、乔治五世、爱德华八世、乔治六世、伊丽莎白二世；每位君主都在香港留下相應紀念事物或地名。
英國君主是英屬香港的最高統治者，香港總督是英國君主的全權代表。初期香港主要官員全由英国人擔任，但後逐漸接納華人進入政府部門，如陳方安生、曾蔭權都是英治時期的官員，並直接過渡至特區時期。
1842年，清政府割讓香港島予英国。當時仍為英國全權代表的砵甸乍於1842年10月27日在香港發出告示，指「香港乃不抽稅之埠，準各國貿易，並尊重華人習慣」。维多利亚女王1843年4月5日頒發《英皇制誥》，《制誥》在同年6月抵港，而耆英與砵甸乍於6月26日在香港就《南京條約》換約，砵甸乍遂依據《制誥》，正式成為首任香港總督。
砵甸乍上任總督後，隨即依據《英皇制誥》成立香港政府，設立行政局、定例局和最高法院。當中，砵甸乍在1843年8月宣佈委任三名官守議員加入定例局。該三名官守議員分別為莊士敦（前護理總督）、摩理臣（商務總監中文秘書兼傳譯員）及金尼（首席裁判司），因此定例局最初連總督在內，只有四名成員。定例局在1844年1月11日舉行首次會議，並在1844年2月26日通過首條香港法例。
香港總督由英國任命，由英國議會監察，行政局及定例局（其後稱為立法局）議員由政府委任，大多數為官守議員。1850年，立法局首度引入非官守議員，至1880年委任首名華人議員伍廷芳。行政局到1896年才開始有非官守議員，同年香港首次舉行公投。
開埠初期，在港居留的英國人曾數度力促成立自治政府，英廷一直不予首允，稱香港華人佔多數，不會由少數歐籍人士統治。其後，一個類似市議會的機構潔淨局（市政局前身）於1883年成立，1887年起引入由選舉產生的成員。衞生局於1936年改組為市政局。初期香港殖民地政府有意從英國借調官員管理華人，但這種並行的政制，從未認真施行，其後因罪案日多，終於在1865年廢除這個制度，以法律面前人人平等的原則取代。是年英廷大幅修訂香港總督的訓令，規定“任何法例若對亞、非裔人士有所禁制，而歐籍人士則不受其限者”，總督均不得批准施行。政府把香港當作開放的營商貿易之地，採取“放任政策”，一切秉公辦理。

## 經濟

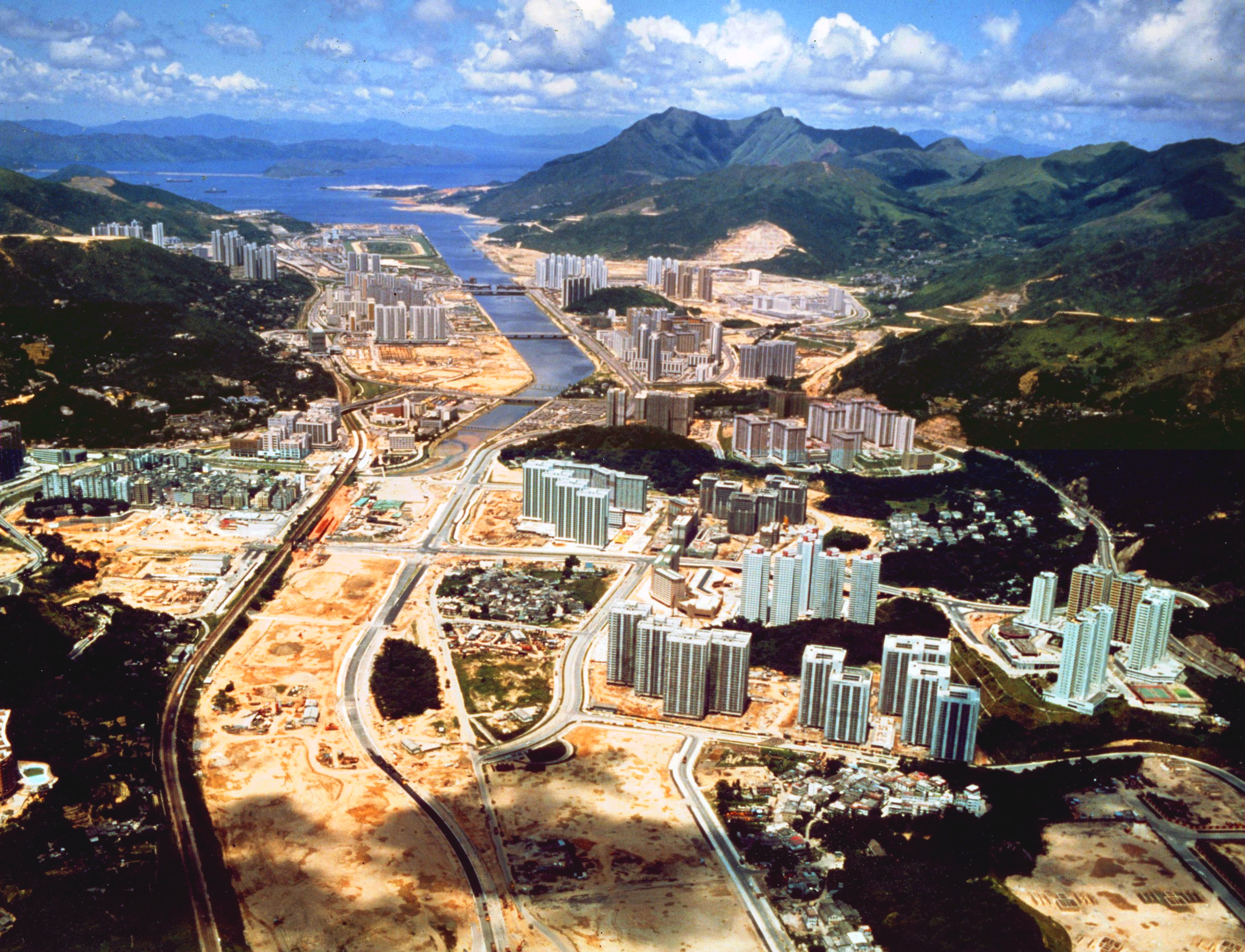
1983年正在發展的沙田新市鎮

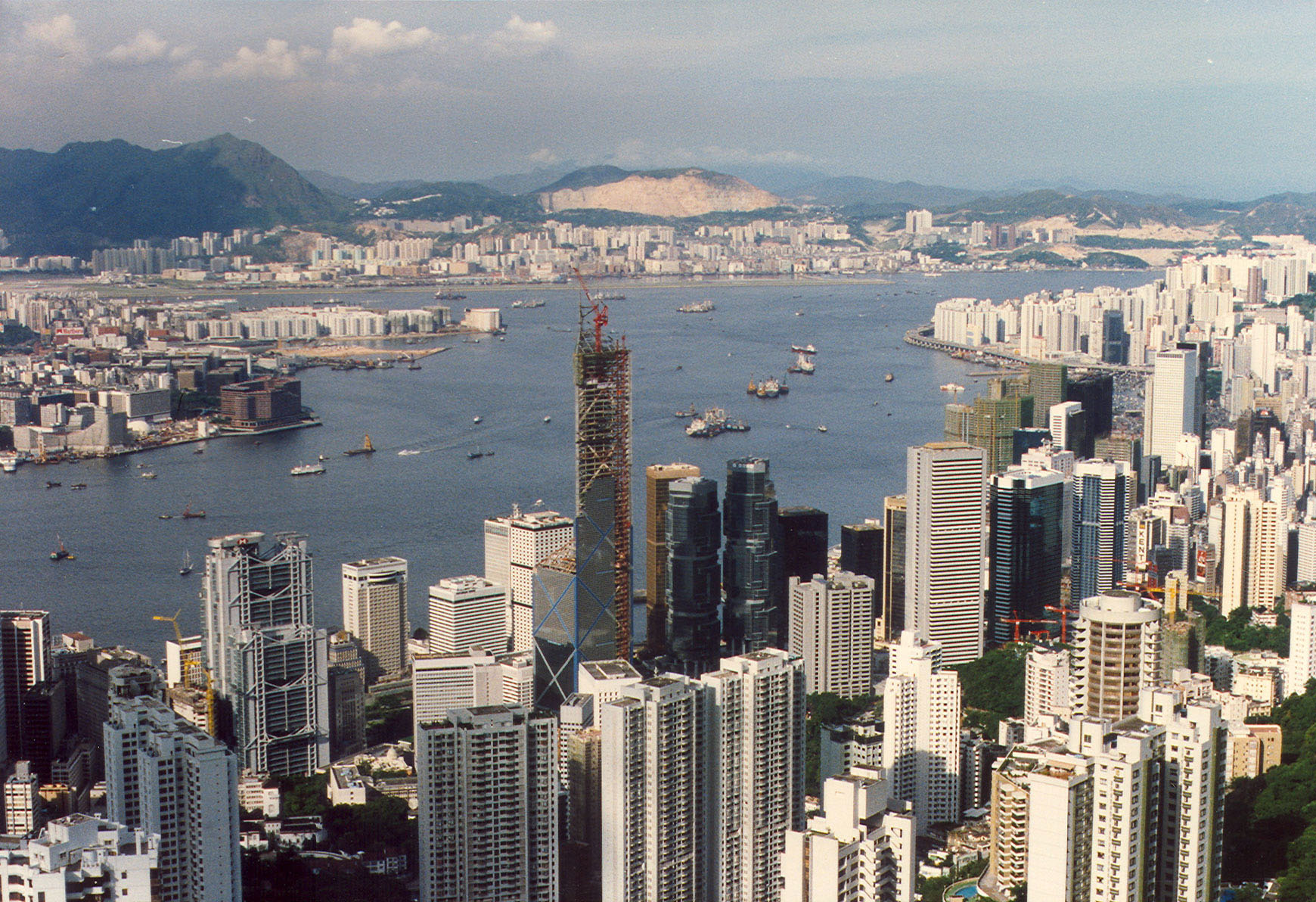
1988年的維多利亞港，當時中銀大廈正在興建

1842年成為自由港後，香港便成為區內一個重要的轉口港。多間英國洋行在香港設立，吸引不少華人從事與貿易相關的業務，如搬運及運輸等。部份華商在香港設立南北行經商。工業方面，早年香港主要依賴造船業，在紅磡及香港仔等地均設有船塢。香港開埠初期政府不收取任何稅款，只依賴賣地及牌照等收入，自1850年代起收取小量稅項，但由於一直不抽關稅，故對香港經濟發展影響甚微。
20世紀初，除了秉承以往的轉口貿易外，香港的工業也開始有所發展。第一次世界大戰後歐洲工業生產受到影響，使香港多了不少工廠，以九龍一帶為多。1930年代，當時全球經濟大蕭條，銀本位貨幣制度受到衝擊，都對香港經濟構成一定影響。1937年，港元正式成為香港法定貨幣。同年中國抗日戰爭全面爆發，香港政府實施中立政策，大量物資經香港進入中華民國，直至1938年日本佔領廣州為止。香港在太平洋戰爭及日佔時期的經濟受到嚴重破壞。戰後香港經濟逐漸由工業主導，1950年代韓戰爆發後中國和西方國家的關係變得惡劣，香港轉口貿易下降，但與此同時歐美國家在二戰後的經濟有較快的發展，對工業產品需求增加，由於香港是英國殖民地並與西方先進國關係良好，有助獲取歐美訂單及生產技術，其時香港勞動力充足，製品物美價廉，香港產品因而遠銷歐美，1960年代起漸漸發展爲輕工業產品的出口中心，在工業化下香港經濟開始起飛。當時的新加坡、南韓及台灣亦經歷相似的經濟發展軌跡，國民生產總值在這20年間較過往有顯著的增長，在1980年代與香港被合稱爲亞洲四小龍。
1970年代起，香港市民的經濟水平有較大的提升。1985年香港人均GDP達到10,204美元，跨過當年爲10,000美元起的已開發國家經濟水平的門檻，踏入1990年代后，香港人均GDP已經位列亞洲第三，僅次於日本與產油國汶萊，這段時期也普遍被認爲是香港的黃金時代。另一方面，香港製造業在1980年代後期開始式微，因素甚多，包括在1970年代後期，香港的土地價格開始上漲，房屋、地產成為新興商業活動，原本預留作興建工廠的土地都被改為興建住屋及大型商場之用。與此同時，薪資成本較高的西方國家開始憂慮來自日本、南韓、台灣、香港和新加坡的工業製品對國內生產類似產品的工業廠商構成的競爭，逐漸實施貿易保護政策保障本國工人就業，增加對香港商品的進口關稅，提高香港產品的銷售成本。而在十年文革結束後，1978年中國大陸經濟開始改革開放，香港廠商因為中國大陸可以大量提供廉價的勞動力而逐漸將工廠遷移。1972年葵涌貨櫃碼頭啟用，1975年香港已成為僅次於美國紐約、荷蘭鹿特丹及日本神戶的全球第四大貨櫃港，1987年香港共處理約343萬個標準貨櫃箱，為全球最繁忙的貨櫃港，貨櫃吞吐量位居世界第一，至1990年代香港一直是全球是首屈一指的國際航運中心。啟德機場自1925年落成起為香港國際機場，其後經過多次擴建，客運量由1970年超過200萬人次增加至1990年接近1,500萬人次，貨運量在1960年代中開始急速上升，短短四、五年間由少於10,000公噸，升到50,000公噸，到1996年啟德機場的國際旅客量位列全球第三，貨運量更位居世界第一，由於啟德機場已無法擴建，香港政府也為此在1989年提出機場核心計劃開發赤鱲角機場。

## 社會
醫療方面，最早建立的華人醫院為1872年創立的東華醫院，為上環華人居住區的市民提供免費醫療服務至今。1874年，西營盤醫院（政府公立醫院）成立，為是香港第一所非軍用的政府醫院。當時的主要醫院還包括那打素醫院及雅麗氏紀念醫院（兩者今合併為雅麗氏何妙齡那打素醫院）等。1960年代，行政局嘗試改善醫療系統以提供價錢低廉的健康服務給香港市民，於是醫療部門擬出一份預測未來15年市民對醫療服務的建議書。1968年香港流感是一種於文革期間由中國傳入及在香港擴散的流行性感冒，該病隨後在同年傳到美國，該疫症一直持續到1969年。
治安方面，香港殖民地警隊於1844年5月1日正式成立。警隊早期的工作範圍非常廣泛，除負責治安外，還負責消防、人口登記、出入境、簽發車牌狗牌、交通以及郵政。在1967年，警隊因平息六七暴動有功，英國君主授予警隊「皇家香港警察」稱號，輔警則獲封皇家香港輔助警察，並由雅麗珊郡主擔任榮譽總監，以增加他們的廉潔精神和歸屬感。警隊在香港的發展中對維持安全及穩定有其貢獻，但其貪污的習氣一直存在，對市民生活乃至有效施政都有不良的影響。直至1960年代暴動，港督麥理浩爵士瞭解到貪污問題嚴重，於1974年成立總督特派廉政專員公署，糾正警隊的貪污惡習，期間雖發生警廉衝突，但對公務員過往的嚴重貪污問題起到警示作用，並逐漸改變社會收受利益的風氣，廉潔的水平達到世界前列。

## 教育
香港政府於1847年推行公立學校教育制度，補助中文學校的經費，並於1873年將教會學校也納入在內。首間官立學校中央書院（今皇仁書院）於1862年開辦。1887年，香港西醫書院成立。1971年，政府推出六年免費強制小學教育，1978年推廣至中三程度。在這之前，香港的小學畢業生都要參加香港小學會考，取得學歷的確認，以便投身社會工作。自從六年強制小學教育推行後，小學會考被升中試取代，作為升讀中學的競爭準則。「九年免費教育」推行後，升中試為學能測驗所取代，在1981至1987年間曾經在中學三年級設立中三淘汰試以篩選適合升讀高中教育的學生。
高等及專業教育的發展始於1908年籌建香港大學，香港大學在1912年啟用後長期是香港唯一的大學，直至1963年香港中文大學成立，於1991年設立香港科技大學。為提供職業教育培育工業技術人員，1937年設立香港官立高級工業學院，該校於1972年改制為香港理工學院，其後於1984年設立香港城市理工學院。1950年代也有部分宗教團體有意開辦專上教育課程，包括1956年成立的香港浸會書院，由於中共在中國大陸推行高等學校院系調整及思想改造運動，部分中國院校的人員逃難到英國統治的香港謀生，並且成立嶺南書院及珠海書院等院校，1994年理工、城市理工及浸會書院獲升格為大學，此外在1989年成立的香港公開進修學院也於1997年升格大學。1939年起先後有5所師範學院成立，其後於1994年合併為香港教育學院。1982年成立職業訓練局統籌各香港工業學院及後來設立的香港科技學院。

## 語文
香港开埠後，政府按照習慣法，尊重华人生活方式。政府文書以英文為準，中文在香港民间社会广泛应用。1920年代，總督金文泰於1926年3月1日成立香港首間中文官立學校，名為官立漢文中學（今為金文泰中學），由教育司署的漢文視學官兼任該校校長。1928年，金文泰進一步頒佈《中小學中文課程標準》，規定香港的中文學校與中華民國國民政府採用相同的「六三三」學制，讓中文學校學生能夠銜接中國大陸的學校課程。在其提倡下，香港大學於1927年增設中文系，並請來前清遺老賴際熙與區大典等翰林教授經典。
香港的中文媒体、中文电影等等中文应用都非常发达，从1930年代第一部粤语电影开始，香港便一直是粤语电影的中心，香港人讲粤语的人数，亦长期占绝大多数，自开埠以来，香港的中文报纸等媒体，亦长期是华人世界最发达的中文媒体。香港教育界及大專學生從1970年起開始爭取香港人最常用的中文成為法定語文。香港政府於是在1971年成立公事上使用中文問題研究委員會，最終給予中文與英文同等的法定地位。1974年，政府正式修改《法定語文條例》，中文獲立為法定語文。1987年起则進一步規定所有法例都必須以中英文制定和頒布。
除了市區粵語廣州話（通稱廣東話）之外，香港原居民主要以粵語圍頭話、客家話溝通；水上人則多用粵語蜑家話、鶴佬話。戰前戰後的英國及其他國家（包括後來自英國獨立者）的白人居民多數能用各種口音的英語。不少英語詞語融入廣州話中，各種廣州話詞語亦傳入英語，例如「巴士」、「士多」、「的士」均來自英語；「kowtow」、「dai pai dong」分別譯自「叩頭」、「大牌檔」。
漢字書體方面，英屬香港沿用晚清以來之傳承字形。與中國大陸、新加坡、馬來西亞分別推行簡化字不同，香港政府並無大力干涉書體習慣。民間時有為求方便與快捷而使用各種簡筆字，但文件來往、街邊招牌、電視台、學校教學等等皆使用傳承字，正、俗體並存。1986年，香港教育署語文教育學院出版《常用字字形表》，作為教育參考字形。

## 文化

### 影視
戰前香港電影業始於20世紀最初。戰後香港電影及電視業在上海和東南亞華人製片人同來香港之下，發展逢勃。初年主要電影語言有國語、廣東話兩種，而國語佔大部份。自70年代初起，廣東話佔比例。香港電影業全盛時期，號稱「東方荷里活」，當中亦奠定了功夫片和英雄式血灑風格動作片的地位。

## 體育
足球和賽馬是香港最受大眾歡迎的體育運動，其中香港足球代表隊於1920年代開始直到1960年代後期是亞洲中具實力的足球隊，部份香港足球員更選擇代表中華民國出戰亞洲杯、亞運會和奧運會。
香港賽馬是大中華地區中獨具特色的一個體育項目，香港賽馬會是全球具有影響力的賽馬會之一，每年繳付大量博彩稅予香港政府。
單車、網球、壁球、羽毛球等運動項目亦由英國人在早期帶入到香港，成為亞洲地區最早接受這些運動的地區。香港最後以英國屬土身份參與的1996年亞特蘭大奧運會中，香港代表隊的李麗珊奪得滑浪風帆項目的金牌，這是香港歷史上第一面奧運金牌。

## 節日
在香港開埠初期的1875年，香港政府訂立《公眾假期條例》（Public Holidays Ordinance），訂明公眾假期和銀行假期日期，所以公眾假期也俗稱「銀行假期」。其後條例經多次修訂，英文名稱亦改為General Holidays Ordinance。該條例指明政府部門在假期當日暫停辦公，亦規定銀行在假期當日無須辦理與可轉讓票據有關的付款等事宜。值得注意的是，該條例只是方便政府和商業運作，並無規定僱主必須讓僱員於公眾假期當天放假，部份僱員可在公眾假期放假，純粹是僱主給予的額外福利。
當時洋人一般跟隨英國的習慣慶祝節日，華人則慶祝中國傳統節日。當時洋人的假日包括公曆新年、復活節、英皇壽辰及聖誕節；華人的假日主要為農曆新年及冬節，在清明節、端午節、中秋節及重陽節等傳統節日及節氣也會進行一些應節的活動，但不會放假。
20世紀初，香港社會新增兩個紀念日，分別是1912年起華人的中華民國國慶日（10月10日）及1918年起洋人的和平紀念日（11月11日）。至二次大戰期間的1941年日本軍事佔領香港前，華人與洋人的節假日通常各自為政，也沒有公眾假期的概念。
1945年8月30日英國恢復管治香港，節假日的習慣得以恢復。1947年1月10日，香港政府修訂《公眾假期條例》，新制訂的假期有重光紀念日。當時中華民國國慶日也是香港的公眾假期之一，至大約1950年代初期，才因為中國大陸政權交替、中華民國政府遷台而取消。這些公眾假期主要是政府、銀行業以及與銀行業關係較密切的行業（如貿易公司）所採納。
1950年代至1960年代期間，香港已經有正式的公眾假期，但是當時香港經濟模式及就業市場的職位分佈，以製造業等藍領職業為主，基於前述的《公眾假期條例》適用範圍問題，大部份香港市民都不能夠享有公眾假期。1962年4月，香港政府因遵循國際勞工公約每年最少6天有薪假期的規定，實施《工業僱傭（有薪假期與疾病津貼）條例》（Industrial Employment (Holidays with Pay and Sickness Allowance) Ordinance），首次為法定假日立法，規定在工廠工作的勞動工人或月薪700港元以下的非勞動工人，可享每年6天有薪假期，分別是農曆年初一、農曆除夕或年初二、清明節、端午節、中秋節、冬至或隨後的元旦（由僱主選擇其中1天）。這6天假期就是「法定假日」，因初期實施時的適用對象關係，所以也俗稱「勞工假期」、「工廠假期」等。
該法例於1974年1月廢除，有關法定假日的條文則納入《僱傭條例》，使《僱傭條例》涵蓋的所有僱員，不論是否受僱於工廠，一律享有法定假日。法定假日的日數其後數度增加，1977年，新增元旦、農曆年初三、重陽節、1天浮動假期（由僱主選擇何時發放，下同），即增至10天；1983年，新增1天浮動假期，即增至11天；至特區時期的1997年，取消2天浮動假期，新增香港特別行政區成立紀念日、國慶日；1999年，新增勞動節，即增至12天，一直至今。惟與每年17天的公眾假期相比，仍然少了5天。
至約1980年代至1997年6月30日英治時期結束期間，香港公眾假期如下：
| 名稱                              | 公曆日期                                         | 農曆日期 | 簡介及備註 |
| --------------------------------- | ------------------------------------------------ | -------- | --- |
| 每個星期日                        | 每個星期日                                       |          | 見上文。不是法定假日 |
| 元旦                              | 1月1日                                           |          | 見上文。 |
| 農曆年初一                        | 1月下旬 至 2月下旬 其中連續三天                  | 正月初一 | 見上文。 |
| 農曆年初二                        | 1月下旬 至 2月下旬 其中連續三天                  | 正月初二 | 見上文。 |
| 農曆年初三                        | 1月下旬 至 2月下旬 其中連續三天                  | 正月初三 | 見上文。 |
| 清明節                            | 4月4日 、 4月5日 其中一天                        |          | 見上文。 |
| 耶穌受難節                        | 3月下旬 至 4月下旬 其中一個連續的 星期五、六、一 |          | 見上文。不是法定假日 |
| 耶穌受難節翌日                    | 3月下旬 至 4月下旬 其中一個連續的 星期五、六、一 |          | 見上文。不是法定假日 |
| 復活節星期一                      | 3月下旬 至 4月下旬 其中一個連續的 星期五、六、一 |          | 見上文。不是法定假日 |
| 端午節                            | 5月下旬 至 6月下旬 其中一天                      | 五月初五 | 見上文。 |
| 英女皇壽辰                        | 6月第2或第3個星期六、 及緊接其後的星期一         |          | 慶祝英国君主伊利沙伯二世生日，但伊利沙伯二世真正的生日是4月21日。 1950至1980年代初，公眾假期定於4月21日，即伊利沙伯二世真正的生日。及後考慮到4月已有清明節及泛復活節假期，為免太多假期集中在4月，及英女皇官方壽辰為6月（因英國的天氣以6月較好）。故由1983年開始，公眾假期改為6月，通常為6月第2或第3個星期六，及緊接其後的星期一。而由1950至1980年代初，7月1日亦為公眾假期。 1997年6月，英治時期結束前夕，最後一次英女皇壽辰公眾假期，為配合7月1日及2日的香港特別行政區成立日公眾假期，故特別把英女皇壽辰公眾假期定於6月第4個星期六及緊接其後的星期一，即6月28及30日，以連同6月29日星期日、7月1日及2日，串連成連續5天公眾假期。 不是法定假日。 |
| 英女皇壽辰後第一個星期一          | 6月第2或第3個星期六、 及緊接其後的星期一         |          | 慶祝英国君主伊利沙伯二世生日，但伊利沙伯二世真正的生日是4月21日。 1950至1980年代初，公眾假期定於4月21日，即伊利沙伯二世真正的生日。及後考慮到4月已有清明節及泛復活節假期，為免太多假期集中在4月，及英女皇官方壽辰為6月（因英國的天氣以6月較好）。故由1983年開始，公眾假期改為6月，通常為6月第2或第3個星期六，及緊接其後的星期一。而由1950至1980年代初，7月1日亦為公眾假期。 1997年6月，英治時期結束前夕，最後一次英女皇壽辰公眾假期，為配合7月1日及2日的香港特別行政區成立日公眾假期，故特別把英女皇壽辰公眾假期定於6月第4個星期六及緊接其後的星期一，即6月28及30日，以連同6月29日星期日、7月1日及2日，串連成連續5天公眾假期。 不是法定假日。 |
| 8月份最後一個星期一之前一個星期六 | 8月最後的星期一 之前一個星期六、 8月最後的星期一 |          | 重光紀念日。紀念1945年第二次世界大戰盟軍勝利 ，香港結束3年零8個月日治時期，英國於同年8月下旬恢復管治香港的日子，中環皇后像廣場的和平紀念碑有官方紀念儀式。 1946年起，定於8月30日。1968年起，改定於8月第一個星期一及8月最後的星期一。1983年起，改定於8月最後的星期一之前一個星期六、及8月最後的星期一。 不是法定假日。 英治時期結束後取消，曾新增性質類似的抗日戰爭勝利紀念日公眾假期（8月第3個星期一）（不是法定假日），雖然同為紀念二戰時對日戰爭勝利，但非紀念英國恢復管治香港，而是紀念1945年8月中旬日本無條件投降，中國抗日戰爭勝利，故日期定於8月中旬的第3個星期一。僅實行了兩年（次），即1997年8月18日及1998年8月17日，1999年起，新增勞動節及佛誕為公眾假期，由於政府堅拒增加每年公眾假期天數，抗日戰爭勝利紀念日不再是公眾假期，名義上與重陽節「合併」，實為取消，官方紀念儀式改為重陽節在香港大會堂紀念花園舉行。 2015年適逢中國抗日戰爭勝利70周年，中華人民共和國國務院宣佈該年的抗日戰爭勝利紀念日，即9月3日，為法定假日，全國放假1天。香港特區政府亦跟隨做法，把同年9月3日定為公眾假期，同時是法定假日（僅限2015年一次性）（中華人民共和國對抗日戰爭勝利紀念日的定義，為1945年9月2日簽訂《降伏文書》的翌日，即9月3日）。 |
| 8月份最後一個星期一（重光紀念日） | 8月最後的星期一 之前一個星期六、 8月最後的星期一 |          | 重光紀念日。紀念1945年第二次世界大戰盟軍勝利 ，香港結束3年零8個月日治時期，英國於同年8月下旬恢復管治香港的日子，中環皇后像廣場的和平紀念碑有官方紀念儀式。 1946年起，定於8月30日。1968年起，改定於8月第一個星期一及8月最後的星期一。1983年起，改定於8月最後的星期一之前一個星期六、及8月最後的星期一。 不是法定假日。 英治時期結束後取消，曾新增性質類似的抗日戰爭勝利紀念日公眾假期（8月第3個星期一）（不是法定假日），雖然同為紀念二戰時對日戰爭勝利，但非紀念英國恢復管治香港，而是紀念1945年8月中旬日本無條件投降，中國抗日戰爭勝利，故日期定於8月中旬的第3個星期一。僅實行了兩年（次），即1997年8月18日及1998年8月17日，1999年起，新增勞動節及佛誕為公眾假期，由於政府堅拒增加每年公眾假期天數，抗日戰爭勝利紀念日不再是公眾假期，名義上與重陽節「合併」，實為取消，官方紀念儀式改為重陽節在香港大會堂紀念花園舉行。 2015年適逢中國抗日戰爭勝利70周年，中華人民共和國國務院宣佈該年的抗日戰爭勝利紀念日，即9月3日，為法定假日，全國放假1天。香港特區政府亦跟隨做法，把同年9月3日定為公眾假期，同時是法定假日（僅限2015年一次性）（中華人民共和國對抗日戰爭勝利紀念日的定義，為1945年9月2日簽訂《降伏文書》的翌日，即9月3日）。 |
| 中秋節翌日                        | 9月上旬 至 10月上旬 其中一天                     | 八月十六 | 見上文。 |
| 重陽節                            | 10月上旬 至 11月上旬 其中一天                    | 九月初九 | 見上文。 |
| 聖誕節                            | 12月25日                                         |          | 見上文。 |
| 聖誕節翌日                        | 12月26日                                         |          | 見上文。不是法定假日。 |

公眾假期17天，法定假日11天，法定假日為其中9天公眾假期，另加2天由僱主選擇何時發放的浮動假期，如僱主無明文指定，則通常於英女王壽辰後第一個星期一及8月份最後一個星期一發放。
此外，1983年，政府更改農曆年初一二三和中秋節翌日的補假方式。之前這些假日如適逢星期日，會於該天後，即農曆年初四或八月十七補假；由1983年起，更改為該天前，即農曆除夕（農曆十二月廿九或三十）和中秋節（農曆八月十五）補假，如前述，這種補假方式，可能造成假期損失，且一直維持了30年，至2013年才再有更改。
當時適逢星期六的公眾假期（或其補假日），每年最多可達6天，最少也有3天，因耶穌受難節翌日、英女皇壽辰、8月份最後一個星期一之前一個星期六，是一定適逢星期六。以1992年及1993年為例，該兩年適逢星期六的公眾假期，除上述3天外，1992年尚有清明節、中秋節翌日、聖誕節後第一個周日；1993年則有農曆年初一、重陽節、聖誕節。即連續兩年，適逢星期六的公眾假期均為達上限的6天，還有1993年因農曆年初二適逢星期日，而以農曆除夕作補假。故此造成不少假期損失。
對日校中小學學生而言，泛英女皇壽辰和泛重光紀念日這4天公眾假期中，其中3天是一定適逢星期六及／或暑假中，也是假期損失（雖然屬泛復活節的耶穌受難節翌日也一定適逢星期六，但日校中小學學生已因復活節而獲復活節長假期，故此不論）。
另外，1981年7月29日當時的英國儲君查理斯王子與戴安娜舉行婚禮當天，以及1986年10月21日當時的英女皇伊利沙伯二世訪港當天，當時香港政府亦跟隨英國政府的做法，將當天定為額外的公眾假期。

## 主權歸屬及領地性質
1952年10月，鑑於世界範圍內的「去殖民化」同「民主化」進程，葛量洪與殖民地大臣分別在香港和英國國會同時宣布，香港在這個時期推行大規模政制改革，不合時宜；「但是我們已決定在香港的市政局進行改革，市政局內將會有兩位民選的議席。」:150英國國家檔案館公開的文件顯示，從1950年代開始，香港總督尋求推行民眾選舉，但迫於中國共產黨新政權領導人壓力等多方因素，最終放棄：檔案顯示，主管香港事務的中華人民共和國華僑事務委員會主任廖承志曾在1960年表示，「我們將毫不猶豫採取積極行動，解放香港、九龍和新界。」；另一份文件記述早前兩年一次會議上，中華人民共和國國務院總理周恩来告訴英國一名軍官，任何在香港引入哪怕一點點自治的嘗試，都會被視作“非常不友善的舉動”和“陰謀”，表示這種做法會被認為是讓香港走上獨立道路的手段。
由于聯合國规定殖民地拥有独立的权利，法理上當時香港人有權要求自決前途。自1971年聯合國大會2758號決議，中華人民共和國取代中華民國的聯合國「中國」席位和聯合國安全理事會常任理事國後，開始就香港與澳門的主權問題採取外交行動。1972年3月8日，中華人民共和國駐聯合國代表黃华致信聯合國非殖民化特別委員會主席，聲明：「香港、澳門屬於歷史遺留下來的帝國主義強加於中國的一系列不平等條約的結果，香港和澳門是被英國和葡萄牙當局佔領的中國領土的一部分，解決香港、澳門問題完全是屬於中國主權範圍內的問題，根本不屬於通常的所謂殖民地範疇。因此，不應列入殖民宣言中適用的殖民地區的名單之內。我國（中華人民共和國）政府主張，在條件成熟時，用適當的方式和平解決港澳問題，在未解決之前維持現狀」。6月15日，非殖化特別委員會通過包括中華人民共和國意見的決議案。11月2日，聯合國大會於1972年通過了委員會建議的《給予殖民地國家和人民獨立宣言的執行》，從殖民地名單中剔除香港和澳門。往後，香港和澳門無法以殖民地身份獨立，也未能透過聯合國非殖化的努力改革社會制度並及早推進民主，此舉為中華人民共和國接收香港與澳門的主權製造了背景條件。
中國在1972年公開否定香港、澳門殖民地性質。1997年3月17日，《人民日報》曾刊登文章《為什麼說香港不是殖民地》，解釋官方立場：「迄今為止，英國在香港實行的是典型的殖民式統治，但並不等於香港就是殖民地。因為，通常意義上的殖民地主要是指因外國統治、管轄而喪失了主權的國家。香港是中國領土的一部分，所以，殖民地概念不適用於香港。」1960年代至1970年代中國大陸政局不穩定，以致延遲到1980年代才開始和英國談判歸還香港問題:150。
香港政府早前改革中学课程，加进新增的“公民与社会发展科”。2022年，香港準備推介的新版中學教科書中，在香港歷史部分否認香港曾經是英國的殖民地。課文認為，香港和澳門只是被實施殖民管治，中國從未放棄對兩地的主權。課本以補充資料對「殖民地與殖民統治」進行說明，指出，若國家宣佈一地區為該國殖民地，國家享有該地區的主權和治權；若國家對一地區實行殖民統治，該國家「只擁有該地區的治權，並不擁有主權」。課文續稱，中國一直擁有香港的主權，英國「只是在香港實行殖民統治，因此香港不是英國殖民地」。这种论述与中国和香港官方近年的立场类似。